# Saint-Laurent-sur-Oust
Saint-Laurent-sur-Oust è un comune francese di 369 abitanti situato nel dipartimento del Morbihan nella regione della Bretagna.

## Società

### Evoluzione demografica
Abitanti censiti